# أرشيبالد الكسندر
أرشيبالد الكسندر (بالإنجليزية: Archibald Alexander)‏ هو طبيب وسياسي أمريكي، ولد في 1755 في الولايات المتحدة، وتوفي في 12 سبتمبر 1822 في نفس البلد. حزبياً، نشط في الحزب الجمهوري الديمقراطي. وقد انتخب عضو مجلس ولاية ديلاوير.